# Internalisering
Internalisering (via engelskans internalize från ursprungligen latinets internus, 'inre') är införlivning av andras tankar, värderingar och reaktionssätt i den egna personen. Begreppet används i till exempel psykologi och sociologi.  
Samhällsnormer kan internaliseras som en del av ens egen personlighet eller identitet, i en viss situation eller som del av uppfostran. I en situation med en stark maktutövare, som vid Norrmalmstorgsdramat eller vid våld i nära relationer, kan den dominerande personens motiv och mål tas över och internaliseras som ens egna motiv och mål. Detta har lett till myntandet av "Stockholmssyndromet". 
Inom psykoanalysen förknippas internaliseringen med bildandet av ett överjag. Exempelvis blir barnets och förälderns konflikt sinsemellan internaliserad i form av samvetskonflikt i överjaget.